# Sistema nacional de economía política
Sistema Nacional de Economía Política (en alemán Das nationale System der politischen Ökonomie) es un libro escrito por el economista alemán Friedrich List, en que hace una crítica a la propuesta hecha por Adam Smith en La Riqueza de las Naciones y aboga por una economía centrada en el producto nacional.

## Argumento
La teoría de List sobre la "economía nacional" difería de las doctrinas de "economía individual" y "economía cosmopolita" de Adam Smith y J.B. Say. List argumentó que las críticas smithianas al mercantilismo eran "parcialmente correctas", pero defendió la necesidad de una protección arancelaria temporal destinada a proteger industrias nacientes específicas que eran críticas para el crecimiento económico.
List comparó el comportamiento económico de un individuo con el de una nación. Un individuo promueve sólo sus propios intereses personales, pero un Estado fomenta el bienestar de todos sus ciudadanos. Un individuo puede prosperar gracias a actividades que perjudican los intereses de una nación. "La esclavitud puede ser una calamidad pública para un país, sin embargo, a algunas personas les puede ir muy bien llevando a cabo la trata de esclavos y reteniéndolos".
Asimismo, las actividades beneficiosas para la sociedad pueden perjudicar los intereses de determinados individuos. "Los canales y los ferrocarriles pueden hacer un gran bien a una nación, pero todos los carreteros se quejarán de esta mejora. Cada nuevo invento tiene algún inconveniente para varios individuos y, sin embargo, es una bendición pública". 
List argumentó que si bien alguna acción gubernamental era esencial para estimular la economía, un gobierno demasiado entusiasta podría hacer más daño que bien. "Es una mala política regularlo todo y promoverlo todo mediante el empleo de poderes sociales, donde las cosas pueden regularse mejor por sí mismas y pueden promoverse mejor mediante esfuerzos privados; pero no es menos mala política dejar en paz aquellas cosas que sólo pueden promoverse mediante interferencia del poder social."
Debido a la "unión universal" que las naciones tienen con su población, List afirmó que "de esta unión política se origina su unión comercial, y es como consecuencia de la paz perpetua así mantenida que la unión comercial se ha vuelto tan beneficiosa para ellos... El resultado de un libre comercio general no sería una república universal, sino, por el contrario, una sujeción universal de las naciones menos avanzadas a la potencia manufacturera, comercial y naval predominante, es una conclusión cuyas razones son muy poderosas. ... Una república universal..., es decir, una unión de las naciones de la tierra mediante la cual reconocen entre sí las mismas condiciones de derecho y renuncian a la autorreparación, sólo puede realizarse si un gran número de nacionalidades alcanzan lo más cerca posible la El mismo grado posible de industria y civilización, cultivo político y poder. Sólo con la formación gradual de esta unión podrá desarrollarse el libre comercio; sólo como resultado de esta unión podrá conferir a todas las naciones las mismas grandes ventajas que ahora experimentan; aquellas provincias y estados que están políticamente unidos. El sistema de protección, en la medida en que constituye el único medio de poner en igualdad de condiciones a las naciones que están muy retrasadas en cuanto a civilización con la nación predominante, parece ser el medio más eficaz para promover la unión final de las naciones y, por tanto, también de la unión de las naciones. promover la verdadera libertad de comercio".
En su séptima carta, List repitió su afirmación de que los economistas deberían darse cuenta de que, dado que la raza humana está dividida en estados independientes, "una nación actuaría imprudentemente al esforzarse por promover el bienestar de toda la raza humana a expensas de su fuerza particular, el bienestar, e independencia es un dictado de la ley de autoconservación hacer de su avance particular en poder y fuerza los primeros principios de su política". Un país no debería contar el costo de defender el comercio exterior de sus comerciantes. Y "los intereses manufactureros y agrícolas deben ser promovidos y protegidos incluso mediante los sacrificios de la mayoría de los individuos, si se puede demostrar que la nación nunca adquiriría la perfección necesaria... sin tales medidas protectoras". List argumentó que el comercio internacional reducía la seguridad de los estados que participaban en él.
List argumentó que los estadistas tenían dos responsabilidades: "una para con la sociedad contemporánea y otra para con las generaciones futuras". Normalmente, la atención de la mayoría de los líderes está ocupada por asuntos urgentes, dejando poco tiempo para considerar problemas futuros. Pero cuando un país alcanzaba un punto de inflexión en su desarrollo, sus líderes estaban moralmente obligados a abordar cuestiones que afectarían a la siguiente generación. "En el umbral de una nueva fase en el desarrollo de su país, los estadistas deberían estar preparados para adoptar una visión a largo plazo, a pesar de la necesidad de abordar también cuestiones de urgencia inmediata."
La doctrina fundamental de List era que la verdadera riqueza de una nación es el desarrollo pleno y multifacético de su poder productivo, más que sus valores de cambio actuales. Por ejemplo, su educación económica debería ser más importante que la producción inmediata de valor, y podría ser correcto que una generación sacrificara sus ganancias y disfrute para asegurar la fuerza y las habilidades del futuro. En condiciones normales, una nación económicamente madura también debería desarrollar la agricultura, la manufactura y el comercio. Sin embargo, los dos últimos factores son más importantes porque influyen mejor en la cultura y la independencia de la nación y estaban especialmente relacionados con la navegación, los ferrocarriles y la alta tecnología, y un estado puramente agrícola tendía a estancarse.
Sin embargo, List afirmó que sólo los países de las regiones templadas estaban adaptados para desarrollar formas superiores de industria. Por otra parte, las regiones tropicales tenían un monopolio natural en la producción de determinadas materias primas. Así, se produce una división espontánea del trabajo y una confederación de poderes entre ambos grupos de países.
List sostuvo que el sistema económico de Smith no es un sistema industrial sino un sistema mercantil, y lo llamó "el sistema de valor de cambio". Al contrario de Smith, argumentó que el interés privado inmediato de los individuos no conduciría al bien supremo de la sociedad. La nación se situaba entre el individuo y la humanidad y estaba definida por su idioma, costumbres, desarrollo histórico, cultura y constitución. La unidad debe ser la primera condición de la seguridad, el bienestar, el progreso y la civilización del individuo. Los intereses económicos privados, como todos los demás, deben subordinarse al mantenimiento, realización y fortalecimiento de la nación.